# Ultra Mono
Ultra Mono é o terceiro álbum de estúdio da banda de rock britânica IDLES, lançado em 25 de setembro de 2020 pela Partisan Records. Dando continuidade ao álbum anterior Joy as an Act of Resistance, o álbum explora ainda mais temas estabelecidos em trabalhos anteriores da banda, como crítica ao capitalismo, revolução, luta de classes, saúde mental e masculinidade tóxica, bem como os aspectos positivos e negativos de a nova fama da banda.
O álbum foi precedido por cinco singles antes de seu lançamento, o primeiro dos quais foi o single promocional "Mr. Motivator", lançado em 19 de maio de 2020. A sequência veio com o single principal "Grounds" em 16 de junho de 2020, "A Hymn" em 14 de julho de 2020, "Model Village" em 11 de agosto de 2020 e "War" que coincidiu com o lançamento do álbum em 25 de setembro de 2020. 

## Histórico e gravações
Após o lançamento e o sucesso de seu álbum Joy as an Act of Resistance de 2018, o IDLES obteve grande sucesso e realizou uma grande turnê de divulgação. Em janeiro de 2019, a banda confirmou em um post no Instagram que eles estavam escrevendo novas músicas. Em 25 de março daquele ano, estrearam uma nova música chamada "War" durante um show exclusivo para Dr. Martens. Outra nova música, "Grounds", foi tocada pela primeira vez em Glasgow durante a turnê da banda no Reino Unido em dezembro de 2019, antes do seu lançamento oficial como single. Ambas as músicas foram tocadas no último show da banda da turnê no Alexandra Palace ao lado de outra nova faixa chamada "Danke".
Em uma entrevista a revista DIY, após o anúncio do álbum em junho de 2020, o vocalista Joe Talbot se abriu sobre os temas e a inspiração por trás do álbum, dizendo: “Emocionalmente, não estou curado, estou me curando e é isso que está no álbum. Isso é sobre processar e encontrar maneiras pragmáticas de seguir em frente e a partir de sua reação a esse trauma, você constrói algo conciso e bonito (...) as músicas são todas projeções do funcionamento interno, não estou pregando ou contando a mais ninguém, estou mostrando às pessoas o que estou fazendo para me tornar uma pessoa melhor a longo prazo - não, não melhor, mas uma pessoa mais produtiva.”
Ultra Mono foi gravado ao longo de 2019 e teve o processo documentado pela própria banda que compartilhou suas imagens nas redes sociais enquanto trabalhavam no estúdio durante todo aquele ano. Warren Ellis recebeu atenção especial nas mídias sociais durante sua participação nas gravações. Em uma entrevista com Zane Lowe em dezembro de 2019, Talbot confirmou que eles já haviam terminado de gravar o álbum e que estava sendo mixado. A banda trabalhou com os mesmo produtores do álbum anterior, Nick Launay e Adam "Atom" Greenspan, com colaboração especial de Kenny Beats na música "Grounds" e participações adicionais de Jehnny Beth, David Yow e Jamie Cullum.

## Divulgação e lançamento
Em 19 de maio de 2020, Idles lançou "Mr. Motivator" como um single de divulgação do álbum. Pouco antes do lançamento, em 15 de maio, a banda publicou uma postagem alegre em sua conta do Instagram que convidou seu público a "estar junto com Dev", apresentando o baixista Adam Devonshire trabalhando e citando a letra da música. Junto com o anúncio do single, um videoclipe foi lançada com uma montagem de clipes caseiros enviados por fãs da banda.
Em 16 de junho de 2020, Joe Talbot anunciou "Ultra Mono" e sua data de lançamento no programa Radio 6 de Steve Lamacq, juntamente com a estreia de seu single principal "Grounds". Depois disso, a banda lançou mais dois singles, "A Hymn" e "Model Village" em 14 de julho de 2020 e 11 de agosto de 2020, respectivamente. Um quinto single, "Reigns", foi inicialmente programado para ser lançado em 8 de setembro. No entanto, uma enquete foi realizada por um membro da administração da banda no grupo de fãs do Facebook, o "AF Gang", perguntando se os fãs queriam ouvir a nova música ou esperar pelo álbum. Por fim, foi decidido que a banda não lançaria mais faixas antes do álbum, com o videoclipe da música sendo lançado em 12 de janeiro de 2021.
Em 24 de agosto de 2020, a banda anunciou uma turnê com 11 apresentações no Reino Unido e na Irlanda em divulgação do álbum, prevista para ocorrer de maio a junho de 2021. A turnê teve sucesso de público e devido à altas procura, foram anunciados mais 6 shows adicionais, embora essas datas tenham sido adiadas para janeiro de 2022 devido à pandemia COVID-19 em andamento. Além disso, a banda fez três apresentações fechadas no Abbey Road Studios, que foram transmitidos ao vivo em 29 e 30 de agosto de 2020, durante os quais foram apresentados o novo material do próximo álbum, bem como músicas dos álbuns anteriores Joy e Brutalism e covers de músicas dos Beatles, The Strokes e Ramones. Em 21 de setembro de 2020, a banda anunciou planos para uma turnê de apresentações íntimas em divulgação ao álbum em todo o Reino Unido a partir de abril de 2021, que mais tarde foi adiada para setembro de 2021.
Ultra Mono foi lançado em 25 de setembro de 2020, acompanhado pelo videoclipe de "War", a faixa de abertura do álbum. Após o lançamento do álbum, "Kill Them With Kindness" foi lançado como single junto com seu videoclipe em 3 de dezembro de 2020.

## Recepção da crítica
Ultra Mono recebeu críticas geralmente positivas após o lançamento, com o Metacritic concedendo ao álbum uma pontuação agregada de 76 em 100 com base em 22 críticas, 19 das quais foram positivas.
John Robb, do Louder Than War, classificou o "Ultra Mono" como "o álbum da carreira [dos Idles]" em uma avaliação de 10 de 10, elogiando os temas do álbum, a produção de Launay e as performances da banda, concluindo que "é um disco maravilhoso. Faz você dançar, pensar, sentir-se selvagem e gentil, cantar e gritar e querer mudar o mundo enquanto abraça todos que puder de uma maneira fisicamente distanciada, mas mentalmente muito apegada." Jordan Bassett da NME ficou igualmente impressionado com o álbum, descrevendo-o como "um passeio vertiginoso que ruge através do sarcasmo, desafio, compaixão e controvérsia."
Dorian Lynskey, da revista Q, escreveu que o álbum era "o som de uma banda se tornando cada vez mais desafiadora", chamando-o de "mais inflexivelmente político" e elogiando sua "bateria contundente, baixo carrancudo, ótimos riffs e histeria" que permeia a lista de faixas. Apesar de achar algumas das letras grosseiras e condescendentes, Lysnkey acabou afirmando que "as forças do disco são inseparáveis de suas falhas", concluindo que "a catarse de força bruta do IDLES não exige nem recompensa sutileza... eles são eles, ame-os ou deixe-os." Segundo Tom Hull, as comparações que estavam fazendo do  IDLES com o The Clash são "ridículas", já que o IDLES não tem "nem a fúria punk inicial nem o talento pop posterior", a banda, no entanto, alcança "uma linha intermediária, que aguenta o fogo e a fúria de hoje."
Escrevendo para AllMusic, Liam Martin foi mais reservado ao avaliar o álbum. Comparando-o desfavoravelmente com os álbuns anteriores da banda, Martin afirmou que "há muito para desfrutar aqui; sua energia estridente brilha intensamente, mas sob a superfície Ultra Mono não tem o brilho que tornou seus dois primeiros discos verdadeiramente especiais". Por outro lado, JR Moores foi muito menos favorável em sua crítica para The Quietus, criticando as letras e o mau uso dos músicos convidados apresentados no disco, classificando-o como "um rock por números", concluindo ainda que "foram três álbuns e o hype morreu. As idéias estão secando. A falta de conteúdo está totalmente exposta." Jazz Monroe também criticou o álbum em sua análise para a Pitchfork, alegando que "Ultra Mono faz um discurso como um amador em um comício. Não é audível, apenas gritaria. Não é radical, apenas inquieto. Não é ruim, apenas desnecessário."

## Faixas
| N.º            | Título                    | Duração |  |
| 1.             | "War"                     | 3:07    |  |
| 2.             | "Grounds"                 | 3:08    |  |
| 3.             | "Mr. Motivator"           | 3:16    |  |
| 4.             | "Anxiety"                 | 2:59    |  |
| 5.             | "Kill Them With Kindness" | 3:49    |  |
| 6.             | "Model Village"           | 3:55    |  |
| 7.             | "Ne Touche Pas Moi"       | 2:34    |  |
| 8.             | "Carcinogenic"            | 3:50    |  |
| 9.             | "Reigns"                  | 4:02    |  |
| 10.            | "The Lover"               | 3:17    |  |
| 11.            | "A Hymn"                  | 5:19    |  |
| 12.            | "Danke"                   | 3:34    |  |
| Duração total: | Duração total:            | 42:52   |  |

## Ficha técnica
Créditos adaptados de encarte
| IDLES - Joe Talbot – vocal - Adam Devonshire – baixo, backing vocals - Mark Bowen – guitarra principal, produtor - Jon Beavis – bateria - Lee Kiernan – guitarra base Músicos convidados - Kenny Beats – programador musical - Jehnny Beth – vocal (faixa 7) - Jamie Cullum – piano (faixa 5) - Warren Ellis – backing vocals (faixa 2) - Colin Webster – saxofone (faixa1-3, 9-10) - David Yow – backing vocals (faixa 1, 4, 10) | Produção - Adam Greenspan – produtor, engenheiro de som, mixagem - Nick Launay – produção, engenheiro de som, mixagem - Bernie Grundman – masterização Demais envolvidos - Andrew Bourne – logomarca - Tom Ham – fotografia - Russell Oliver – arte de capa - Nigel Talbot – demais artes |